# José Palomino
José Palomino de la Quintana (Madrid, 1755 - Las Palmas de Gran Canaria, 9 de abril de 1810) fue un compositor y maestro de capilla español.

## Vida
Nació en Madrid en 1755, hijo de Antonia de la Quintana y de Francisco Mariano Palomino, violinista originario de Zaragoza, activo en los teatros de Madrid a partir de la década de 1740. Fue hermano de Antonio y Pedro, ambos también violinistas. José fue un niño prodigio que también se formó como violinista con su padre y estudió Composición con Antonio Rodríguez de Hita. Ya de muy joven, en 1767 tuvo éxito con sus composiciones, como fue el caso de su obra El canapé, una tonadilla, lo que atrajo la atención de la nobleza de Madrid, hasta el punto que el duque de Alba, Fernando de Silva y Álvarez de Toledo, tenía música de Palomino en sus archivos.
En 1770, con unos 15 años, se presentó a las oposiciones para violinista en la Capilla Real. Los jueces, al ver sus poca edad, decidieron examinarlo en último lugar. «[F]ue tan extraordinario el efecto que produjo, que inmediatamente se le propuso como el más digno entre todos los opositores, obteniendo el codiciado empleo». Permanecería en la capilla real sin incidentes, hasta 1774, cuando tuvo que emigrar a Lisboa por problemas familiares.
En Portugal el regente lo llamó a su servicio y pasó a ser primer violín de la capilla real portuguesa. Por aquel entonces ya había compuesto numerosas obras, como cuatro Salmos de vísperas y una Misa solemne en sol, y su fama se extendía por la Península. En Portugal formó parte de la hermandad de Santa Cecilia y en 1785 ya era considerado un «virtuoso instrumentalista de la capilla real», que contaba a José María de Freitas entre sus alumnos. El 15 de junio de 1785 compuso una serenata celebrando el doble matrimonio de los infantes de España y Portugal, Il ritorno di Astares in terra, tocada en la embajada española bajo el patrocinio del embajador, el conde de Fernán Núñez, Carlos José Gutiérrez de los Ríos, grande de España. La obra impresionó tanto a sus oyentes, que recibió un premio de 4000 duros, además de pensiones particulares. Sus composiciones, intermezzos y entremeses, se representaban habitualmente en el Teatro do Salitre y en el Teatro de Rua dos Condes. En 1792 solicitó a ciudadanía portuguesa, arguyendo «28 años de servicio». En esa época ya ejercía de director de los teatros para música nacional.
Mientras tanto, el hermano Pedro y el padre Francisco Mariano habían conseguido, tras varios intentos, asociarse a la Catedral de Canarias. En 1808, tras la invasión de las tropas napoleónicas y la huida de la familia real, la capilla de música quedó disuelta, y a instancias de Pedro, José Palomino aceptó el ofrecimiento de la Catedral de Canarias para ejercer el magisterio con un salario de 20 000 reales. José ya estaba muy mayor y sólo permaneció en Las Palmas dos años, hasta su fallecimiento en el cargo el 9 de abril de 1810. Durante este tiempo reorganizaría la capilla de música con criterios modernos. Dejó numerosas obras compuestas en Las Palmas.

## Obra
La música vocal de Palomino se caracteriza por ser poco polifónica y centrarse en la melodía. A menudo crea sus melodías encadenando pequeños motivos rítmicos.
Entre sus obas cómicas destacan Os amantes astutos [Los amantes astutos] (1793) y O enganno aparente [El engaño aparente] (1793), ambas obras compuestas para el teatro. Se conservan también algunas obras en la Biblioteca Municipal de Madrid y en la Catedral de Lisboa. Esta última, un motete, la única obra religiosa de Palomino que ha sobrevivido.